# پیتر فون شولتن
پیتر فون شولتن (انگلیسی: Peter von Scholten; ۱۷ مهٔ ۱۷۸۴ – ۲۶ ژانویهٔ ۱۸۵۴) نظامی و سیاست‌مدار اهل دانمارک بود.